# Aygezard
Aygezard (en arménien Այգեզարդ ; jusqu'en 1949 Darghalu, puis jusqu'en 1957 Anastasavan) est une communauté rurale du marz d'Ararat en Arménie. En 2008, elle compte 3 270 habitants.